# Санкт-Николай-им-Заузаль
Санкт-Николай-им-Заузаль (нем. Sankt Nikolai im Sausal) — ярмарочная коммуна (нем. Marktgemeinde) в Австрии, в федеральной земле Штирия. 
Входит в состав округа Лайбниц.  Население составляет 2192 человека (на 31 декабря 2005 года). Занимает площадь 26,18 км². Официальный код  —  61033.

## Политическая ситуация
Бургомистр коммуны — Курт Када (СДПА) по результатам выборов 2005 года.
Совет представителей коммуны (нем. Gemeinderat) состоит из 15 мест.
- СДПА занимает 9 мест.
- АНП занимает 6 мест.